# Deux poèmes de Ronsard
Deux poèmes de Ronsard is een compositie voor fluit en zangstem zonder verdere begeleiding van Albert Roussel. Roussel schreef ter gelegenheid van de viering van de 400ste geboortedag van Pierre de Ronsard zijn versies van twee van diens teksten..
1. Rossignol, mon mignon (Nachtegaal, mijn schat) werd gecomponeerd rond 3 april 1924 en werd voor het eerst gezongen op 15 mei 1924, gezongen door (en dus opgedragen aan) Ninon Vallin,
2. Ciel, ær et vens (Hemel, lucht en wind) volgde rond 14 april 1924 en werd voor het eerst gezongen op 28 mei 1924; gezongen door (en dus opgedragen aan) Claire Croiza.

De fluitist van dienst is onbekend. Sommige bronnen vermelden Louis Fleury (Roussels volgende werk was voor hem) of René le Roy voor wie Roussel toen vaker composities schreef.